# 雲影畦
雲影畦（英語：Maria Wan，1942年12月5日—），香港電視製作人，1960年代末出身於麗的映聲，1976年轉投公營電台香港電台，晉升至助理廣播處長。1995年移民到美國。

## 生平

### 家世及早年生活
雲影畦祖籍海南文昌石盤村，1942年12月5日出生，她的祖父雲瀛橋是晚清至中華民國大陸時期軍官，1935年獲授中將軍銜並任軍事參議院高級參議，1938年退役，1949年往台灣，1960年病逝；父親雲春霖，又名昌爍，亦是中華民國大陸時期軍官，第二次國共內戰末期先後擔任海南師管區司令、第六十四軍（余漢謀部）副師長，少將軍銜，1949年10月在高州被中國人民解放軍所俘，後在廣西集訓期間逃往英屬香港（1950年後），1971年病逝。海南雲氏源自元代南下的蒙古族，雲影畦曾承認自己的蒙古人血統。
雲影畦早年在香港畢業於嘉諾撒聖瑪利書院、羅富國師範學院，據其自述畢業後曾在官立小學任職教師；據一篇對嘉諾撒聖瑪利書院校友羅范椒芬的專訪，雲影畦曾回母校任教，是羅范椒芬初中時的班主任。後赴法國及英國留學修讀電影。

### 電視製作事業
雲影畦修畢電影後於1968年回到香港，其後加入屬於英資的收費電視台麗的映聲擔任編導（即導演），負責範疇包括綜合性節目、話劇、特輯類節目，當時一度成為香港兩個電視台中唯一的女性編導。1972年，她在公司的安排下到英國深造半年，進修彩色電視攝製技術。麗的映聲轉型為免費電視台麗的電視後繼續任職於該台。
在香港粵語流行音樂發展史上具代表性的填詞人鄭國江曾憶述，他早年在麗的映聲擔任兼職編導期間，負責統籌綜藝節目的雲影畦認為香港大部份人口以粵語為母語，但音樂市場被國語流行曲主導；在雲影畦的建議下，鄭國江開始在節目《香江花月夜》中借用國語流行曲的曲調填上粵語詞，成為其填詞事業之始。
在1974年的記載中，雲影畦在麗的電視的職務為導播主任。1975年6月末晉升為高級編導主任，但未幾便傳出因內部人事糾紛，在8月離職。離職之初曾表示正在自組電影公司，但後在同年10月以合約形式加入屬於香港政府部門和公營的香港電台電視部，並表示開拍電影的計劃未有擱置。她與丈夫黃祥成立的電影公司，1976年曾與電影製作人雷鳴的公司合作拍攝了一套電影《星座奇趣錄》，由黃祥任監製，雲影畦未有任何掛名的職務。
加入香港電台電視部後，雲影畦最初負責婦女及綜合性節目。她在1976年1月改以公務員條款獲聘任為節目主任，同年6月起署任節目監督。翌年2月，她正式晉升為節目監督，擔任教育電視的監製。其後，她在1978年1月起署任高級節目監督，同年8月晉升為特級節目主任，兩年後再於1980年2月晉升為總節目主任（電視）。在總節目主任（電視）任內，她曾於1981年至1983年間兩度署任總監（廣播事務）。
1984年4月起，雲影畦持續署任助理廣播處長，四年後於1988年5月正式晉升為助理廣播處長，任內她經歷香港電台電視節目改於免費電視台黃金時段播放之變革，及對香港電台獨立、公司化的籌備（後因1989年六四事件引發的政治動盪而擱置）。此外，雲影畦在1980年代是在港台擔任最高職位的女性之一，僅次於後來於1986年出任廣播處長統領港台的張敏儀，加上張敏儀在出任廣播處長前曾於1983年起借調到政府新聞處任職，所以在港台出任助理助理廣播處長的雲影畦在港台擁有「雲大姐」之䁥稱。
1995年，雲影畦從香港電台辭職，移民到美國，當時其夫已移民到當地八年。2000年代，她曾管理一家經營北美地區華人市場卡拉OK業務的公司，名為Entral Group International。2010年，她與丈夫曾經回香港聚舊，當時兩人表示在紐約定居。

## 作品
| 時期     | 年份       | 節目名稱   | 職務 | 備註/來源                                                                  |
| -------- | ---------- | ---------- | ---- | -------------------------------------------------------------------------- |
| 麗的映聲 | 約1969年起 | 我是偵探   | 編導 | 雲影畦女兒曾客串演出。                                                     |
| 麗的映聲 | 約1969年起 | 聲寶夜總會 | 編導 | 節目於1969年開播，未知是否最早期的編導。                                   |
| 麗的映聲 | 1970年起   | 羣星會     | 編導 | 最初編導為林樂培，後由張敏儀（在此節目從副編導晉升）、雲影畦兩人擔任編導。 |
| 麗的映聲 | 約1970年   | 閨秀手冊   | 編導 | [ 31 ]                                                                     |
| 香港電台 | 1976年     | 今日婦女   | 編導 | [ 35 ]                                                                     |
| 香港電台 | 1978年     | 屋簷下     | 監製 | 配合社會福利署推廣家庭生活教育。                                           |
| 香港電台 | 1979年     | 香蕉船     | 監製 | 親自邀請鄭國江創作主題曲。                                                 |

## 家庭與個人生活
雲影畦在1960年代與黃祥（Michael Wong）結婚，在法國留學期間誕下女兒，後帶同女兒轉到英國留學。關於電影《星座奇趣錄》的記載透露了其夫正職為畫家，約1977年曾傳出兩人分居，其後復合的消息。

## 備註
1. ↑  雲影畦是雲春霖之女，有多方面來源佐證。雲春霖是雲瀛橋之子一說，出於《民国广东将领志》。
2. ↑  除雲影畦外，後來成為廣播處長的張敏儀在求學期間曾於1965年以兼職身份為麗的映聲擔任編劇，畢業後於1968年正式加入麗的出任助理編導兼客席節目主持[12]，亦有記載她曾由副編導晉升為編導[13]。她其後於1970年離開麗的和廣播界，直到1972年加入香港電台出任節目主任。[12]
3. 1 2  1977年後雖仍有文獻提到其丈夫，但未再有提到其夫的名字與背景。